# Hans Heller (Architekt)
Hans Heller (* 24. Oktober 1881 in Magdeburg; † 11. September 1917 in Prilep, Mazedonien; vollständiger Name: Karl Johannes Heller) war ein deutscher Architekt und Innenarchitekt.

## Leben
Hans Heller wurde in Magdeburg als Sohn eines selbständigen Tapezierers geboren. 1896 bestand er die Reifeprüfung. Von Oktober 1896 bis Ostern 1901 studierte der an der Kunstgewerbeschule Magdeburg, danach war er zunächst in der Tapezierwerkstatt seines Vaters tätig. Er bewarb sich erfolgreich als Mitarbeiter im Atelier von Joseph Maria Olbrich in Darmstadt, wo er am 1. September 1901 beginnen konnte.
1907 wurde er als Lehrer an die Kunstgewerbeschule Hamburg berufen. Neben seiner Lehrtätigkeit arbeitete er auch als freier Innenarchitekt, bis er im Ersten Weltkrieg als Soldat eingezogen wurde. Am 11. September 1917 starb er an der Balkanfront in Prilep, Mazedonien.
Einen Monat nach seinem Tod fand am 10. Oktober 1917 in der Hamburger Kunstgewerbeschule eine Gedenkfeier statt, auf der der Kunsthistoriker Wilhelm Niemeyer eine Trauerrede auf Heller hielt. Die Rede wurde im Auftrag von Otto Blohm, Walter Hane, Rudolf Lazarus, Carl Wilhelm Leisewitz und Paul Robinow – für die Hans Heller Interieurs schuf – in einer Auflage von 200 Exemplaren gedruckt. Die buchkünstlerische Ausstattung der Broschüre stammte von Hellers Freund und Lehrerkollegen Carl Otto Czeschka, in dessen Antiquaschrift der Text gesetzt war.
Hans Heller war seit 1911 mit der Weberin Martha geb. Ohmert (1887–1951) verheiratet. Die verwitwete Martha Heller heiratete 1926 den Freund und Kollegen ihres verstorbenen Mannes, den Grafiker Carl Otto Czeschka.

## Werk
- Blaues Zimmer auf der Hamburger Raumkunst-Ausstellung 1910 im Museum für Kunst und Gewerbe
- Geschäftszimmer des Norddeutschen Lloyds
- Inneneinrichtung der Villa Otto Blohm, Harvestehuder Weg (36?) in Hamburg
- Verkaufsraum der Linoleumhandlung Grabau
- Umgestaltung des Foyer im Hamburger Schauspielhaus, sog. „Marmorsaal“ mit Nischenmalerei von Willi Titze (1890–1979)[2][3]
- Lesesaal und Direktorenzimmer der Hamburger Kunstgewerbeschule am Lerchenfeld (heutige HFBK Hamburg)
- Saal der Kunstgewerbeschule Hamburg und Saal der Stadt Hamburg auf der Werkbundausstellung Köln 1914